# Acritus indignus
Acritus indignus är en skalbaggsart som beskrevs av Schmidt 1893. Acritus indignus ingår i släktet Acritus och familjen stumpbaggar. Inga underarter finns listade i Catalogue of Life.